# Agekianella
Agekianella is een geslacht van vliesvleugeligen uit de familie Encyrtidae. De wetenschappelijke naam van dit geslacht is voor het eerst geldig gepubliceerd in 1981 door Trjapitzin.

## Soorten
Het geslacht Agekianella omvat de volgende soorten:
- Agekianella insularis (Hoffer, 1982)
- Agekianella notatifemur (Hoffer, 1976)